# Acmopolynema orchidea
Acmopolynema orchidea is een vliesvleugelig insect uit de familie Mymaridae. De wetenschappelijke naam is voor het eerst geldig gepubliceerd in 2007 door Triapitsyn & Berezovskiy.